# Anoptotettix
Anoptotettix is een geslacht van rechtvleugeligen uit de familie veldsprinkhanen (Acrididae). De wetenschappelijke naam van dit geslacht is voor het eerst geldig gepubliceerd in 1979 door Amédégnato & Descamps.

## Soorten
Het geslacht Anoptotettix omvat de volgende soorten:
- Anoptotettix levis Amédégnato & Descamps, 1979
- Anoptotettix pudicus Amédégnato & Descamps, 1979
- Anoptotettix risorius Amédégnato & Descamps, 1979